# Студзенець (Свентокшиське воєводство)
Студзенець (пол. Studzieniec) — село в Польщі, у гміні Фалкув Конецького повіту Свентокшиського воєводства.
Населення — 151 особа (2011).
У 1975-1998 роках село належало до Пйотрковського воєводства.

## Демографія
Демографічна структура на день 31 березня 2011 року:
|          | Загалом | Допрацездатний вік | Працездатний вік | Постпрацездатний вік |
| -------- | ------- | ------------------ | ---------------- | -------------------- |
| Чоловіки | 77      | 15                 | 46               | 16                   |
| Жінки    | 74      | 14                 | 37               | 23                   |
| Разом    | 151     | 29                 | 83               | 39                   |